# Jakob Karl Emil Chydenius
Jakob Karl Emil Chydenius, född 1833 i Jakobstad, död 1864 i Stockholm, var en finländsk fysiker, brorsons sonson till Anders Chydenius, kusin till Anders Herman och Johan Jakob Chydenius.
Karl Chydenius blev student 1851 och filosofie magister 1857 och deltog 1861 i den torellska ledda Svenska Spetsbergenexpeditionen 1861, varom han utarbetade en först efter hans död (1865) tryckt berättelse, Svenska expeditionen till Spetsbergen år 1861.
Under nämnda expedition undersökte han, tillika med Nils Dunér, de jordmagnetiska förhållandena på Spetsbergen. 1863 erhöll han av Vetenskapsakademien lindbomska priset för en avhandling med titeln Om utförbarheten af en gradmätning på Spetsbergen. I Joukahainen (1860) offentliggjorde Chydenius en teckning av J.J. Nervander som vetenskapsman.